# Brixia flavida
Brixia flavida är en insektsart som beskrevs av Williams 1975. Brixia flavida ingår i släktet Brixia och familjen kilstritar. Inga underarter finns listade i Catalogue of Life.